# Стефан Иванов (художник)
 Тази статия е за художника.  За други хора с това име вижте Стефан Иванов.  
Стефан Иванов Георгиев (1875 - 1951) е български художник и действителен член на БАН. Известен е предимно като портретист, но в творчеството си застъпва и жанровете пейзаж, голо тяло, фигурална композиция и иконопис.

## Биография
Стефан Иванов е роден в бедно дванадесетчленно селско семейство. При една епидемия в родното му село Долна Бела Речка умират шест от братята и сестрите му. Тази скръб и нищетата през детството и младостта му оставят завинаги отпечатък на печал и песимизъм върху характера на бъдещия художник и предопределят неговата изострена чувствителност, както и избора на теми и художествени средства.
Завършва средното си образование в Кюстендил, където се среща със заможна девойка, с която сключва брак. Нейният баща благосклонно поема следването му в Рисувалното училище в София, днес Национална художествена академия. През 1903 г. завършва там специалност живопис в класа в проф. Иван Мърквичка.
Четири години по-късно сам започва да преподава в Рисувалното училище, като от 1914 г. е професор по живопис, а в периода 1929–1931 г. когато училището вече е преименувано на Художествена академия, е неин ректор. Негови ученици са Дечко Узунов, Георги Велчев, Никола Вълчев, Живка Пейчева.
През 1941 г. става първият художник, избран за академик на БАН. Званието „заслужил художник“ му е присъдено през 1950 г., а през 1951 г., посмъртно – и званието „народен художник“.

## Творчество
Ранните му творби са основно пейзажи и портрети, предимно еднофигурни и на млади жени. Някои от портретите са рисувани на открито. Градските пейзажи изобразяват трудния живот на българина през 1920-те години; мизерия, печал и угнетеност струи от тях. Меланхолични са и образите в портретите му.
Двугодишният престой на Иванов в Париж през 1925-27 г. е повратна точка в творчеството му, променя се живописната му концепция, творбите му стават по-зрели и майсторски, по-богати на нюанси. Основно изразно средство на Иванов става колоритът. Продължава да работи в портретния жанр, но същевременно първи в България въвежда жанра на голото тяло.
Другият жанр, който Стефан Иванов разработва през целия си творчески път, е иконописът. Прави проекти за мозайки и рисува стенописите на софийските църкви „Света Петка“ и „Свети Седмочисленици“, както и на храм-паметник Свети Александър Невски. Също така през 1906 г. рисува олтара на църквата „Свети Георги Победоносец“ в град Вършец.

## Отличия и награди
Стефан Иванов е носител на множество отличия, сред които:
- 1920 – орден „Свети Александър“ – IV степен,
- 1921 – орден „За граждански заслуги“,
- 1950 – Димитровска награда,
- орден „Кирил и Методий“ – I степен.